# 环己烯酮
环己烯酮（英語：Cyclohexenone）依其命名应有两种异构体，即2-环己烯-1-酮与3-环己烯-1-酮。通常指2-环己烯-1-酮，是一种有机合成中重要的中间体，为多种药品和香水的原料。纯的环己烯酮为无色透明液体，但商业产品通常带黄色。
环己烯酮的工业制法为苯酚的伯奇还原。

## 性质
环己烯酮不仅溶于一般有机溶剂如醇，酯，醚等，还与极性非质子溶剂混溶。
环己烯酮含有羰基和谈谈双键两种官能团，能发生两者的各种反应。并且是一种典型的缺电子的α, β-不饱和羰基化合物，可与烃基铜试剂发生1,4-加成而与烃基锂发生1,2-加成，发生迈克尔加成和罗宾逊合环等反应。
在强碱条件下，环己烯酮的4号位（共轭双键的α位）或6号位（羰基的α位）的亚甲基失质子。

## 合成
实验室可由3-乙氧基-2-环己烯-1-醇水解制得，而此化合物是从间苯二酚出发，部分还原经过环己二酮，再成烯醇醚，还原得到。
也可从苯甲醚出发，经Birch还原再异构化得到 。
其他制法还有环己酮的α-溴化再消除，或由3-氯环己烯水解再氧化等。
工业上，环己烯酮为环己烯催化氧化制得，例如在钒催化剂下由过氧化氢氧化。有一些相关的催化剂专利。